# Чемпионат России по смешанному боевому единоборству (ММА) среди мужчин 2023
Чемпиона́т Росси́и по сме́шанному боево́му единобо́рству (ММА) среди́ мужчи́н 2023 — главное национальное соревнование по смешанному боевому единоборству (ММА) среди спортсменов-любителей, организованное Союзом смешанных боевых единоборств «ММА» России. Прошёл с 31 мая по 4 июня в Ханты-Мансийске в Центре развития теннисного спорта. В соревнованиях приняли участие 112 спортсменов из 40 регионов.

## Медалисты
| Весовая категория | Золото               | Серебро             | Бронза                                   |
| ----------------- | -------------------- | ------------------- | ---------------------------------------- |
| до 52,2 кг        | Фарход Рахмоналиев   | Алиджон Салохидинов | Хизри Какаев Адам Хамхоев                |
| до 56,7 кг        | Бектур Женишбек уулу | Дмитрий Панков      | Рустамжон Касымов Вадим Феалковский      |
| до 61,2 кг        | Пётр Грыдин          | Рамазан Магомедов   | Билан Кортоев Шухрат Мировазов           |
| до 65,8 кг        | Асеф Чопуров         | Курбан Зайнуков     | Айнуддин Асадулаев Джамалутдин Гусейнов  |
| до 70,3 кг        | Омарасхаб Юсупов     | Амир Гамдуллаев     | Саидбек Албастов Сафар Рамазанов         |
| до 77,1 кг        | Айдемир Гусейнов     | Шамиль Гамидов      | Дмитрий Важинский Шамиль Ташагаджиев     |
| до 83,9 кг        | Ислам Багомедов      | Амирчупан Тайгибов  | Николай Карамашев Василий Усанов         |
| до 93 кг          | Магомед Гасанов      | Абдула Исаев        | Али Алиев Муслим Юсупов                  |
| до 120,2 кг       | Омар Гасайниев       | Гамзат Сиражудинов  | Гаджимурад Багаудинов Гаджимурад Баширов |
| св. 120,2 кг      | Алексей Полянский    | Аслан Хазботов      | Шахсолтан Алакаев Дмитрий Бабаев         |

## Командный зачёт
| Дисциплины  | Золото | Серебро               | Бронза                                   |
| ----------- | ------ | --------------------- | ---------------------------------------- |
| Общий зачёт | Москва | Волгоградская область | Ханты-Мансийский автономный округ — Югра |